# Pterisemoppa poeta
Pterisemoppa poeta är en stekelart som beskrevs av Girault 1933. Pterisemoppa poeta ingår i släktet Pterisemoppa och familjen puppglanssteklar. Inga underarter finns listade i Catalogue of Life.